# 富士コカ・コーラボトリング
富士コカ・コーラボトリング株式会社（ふじコカ・コーラボトリング）はかつて日本にあった清涼飲料水の販売会社（コカ・コーラのボトラーの一員）である。
1961年7月に三菱商事と明治屋の提携の下設立された（当初は神奈川県横浜市に本社を置き、後に神奈川県海老名市に移転）。神奈川県、静岡県、並びに山梨県の富士山の近郊にある3つの県においてコカ・コーラの製品を販売していた。
以前（1980年代前半あたりまで）は、同社エリアの中でも「首都圏」の神奈川・山梨と「東海」もしくは「独立エリア」とみなされていた静岡とで、一部商品展開が異なる場面（首都圏限定で販売されていた商品は、静岡県では未発売とされるケース）も見受けられたが、1980年代後半以降（具体的にはチェリーコークの発売開始以降）は、エリア内3県で販売される商品がほぼ統一されていた。
2001年6月をもって中京コカ・コーラボトリング（愛知・岐阜・三重の東海3県が営業エリア）と持株会社・コカ・コーラ セントラル ジャパンとして経営統合。2005年1月をもってコカ・コーラ セントラル ジャパンが富士・中京の両コカ・コーラ販売会社を吸収合併した（コカ・コーラ セントラル ジャパンは現在のコカ・コーラボトラーズジャパン）。
なお、同社営業エリア周辺では茨城県、栃木県、千葉県を利根コカ・コーラボトリング、群馬県、埼玉県、新潟県を三国コカ・コーラボトリング、東京都を東京コカ・コーラボトリング、富山県、石川県、福井県、長野県を北陸コカ・コーラボトリングがそれぞれ担当していた（現在は北陸コカ・コーラボトリングを除きコカ・コーラボトラーズジャパン）。

## 沿革
- 1961年（昭和36年）7月 - 横浜市中区尾上町の明治屋ビル内に富士飲料株式会社を設立し、営業開始。自前の工場が完成していなかったため、コカ・コーラレギュラーサイズを麒麟麦酒横浜工場、ファンタレギュラーサイズ及びコカ・コーラファミリーサイズを東京飲料（後の東京コカ・コーラボトリング）に製造委託。
- 1962年（昭和37年）
  - 6月 - 商号を富士コカ・コーラボトリング株式会社に変更。
  - 7月 - 横浜市戸塚区に工場が完成。1号機（レギュラーサイズ専用）稼働開始。
  - 9月 - 本店を先行して工場棟が完成していた横浜市戸塚区平戸町128番地へ移転。
- 1963年（昭和38年）4月 - 米軍向けコカ・コーラファミリーサイズの自社製造開始。
- 1964年（昭和39年）4月 - 本社工場2号機（レギュラーサイズ専用）稼働開始。
- 1965年（昭和40年）
  - 1月 - コカ・コーラホームサイズを発売。
  - 11月 - コカ・コーラ250ml缶を発売。
- 1966年（昭和41年）3月 - 本社工場3号機（レギュラーサイズ・ホームサイズ兼用）稼働開始。ホームサイズの自社生産化。
- 1967年（昭和42年）4月 - 静岡工場開設。4号機（レギュラーサイズ・ホームサイズ兼用）稼働開始。
- 1968年（昭和43年）
  - 2月 - ファンタオレンジ及びグレープ350ml缶を発売。
  - 5月 - 静岡工場5号機（レギュラーサイズ専用）稼働開始。
- 1970年（昭和45年）
  - 6月 - 本社増設工場新1号機（レギュラーサイズ専用）稼働開始。
  - 9月 - 株式会社さわやか設立。日本コカ・コーラとの契約上、他社製品の販売はこの会社を通じて行われた。
- 1971年（昭和46年）
  - 3月 - 海老名工場開設。6号機（ホームサイズ専用）及び7号機（レギュラーサイズ専用）稼働開始。
  - 6月 - 海老名工場8号機（レギュラーサイズ専用）稼働開始。
  - 10月 - スプライトレギュラーサイズを発売。
- 1972年（昭和47年）
  - 1月 - スプライト250ml缶を発売。
  - 3月 - 本店を横浜市戸塚区平戸町128番地から神奈川県海老名市上河内33番地へ移転。山梨工場開設（昭和50年操業停止、昭和59年閉鎖）。
  - 山梨工場12号機（レギュラーサイズ・ホームサイズ兼用）稼働開始。
  - 6月 - 海老名工場9号機（250ml缶専用）稼働開始。
- 1973年（昭和48年）
  - 4月 - 海老名工場10号機（250ml缶専用）稼働開始。株式会社さわやかが明治屋食品工場に生産を委託したマイジュースナチュラル（オレンジ・アップル）リップキャップボトル販売開始。
  - 10月 - 南日本酪農協同の乳性炭酸飲料スコール207ml瓶及び250ml缶の販売を開始。
- 1974年（昭和49年）
  - 3月 - 明治屋仕入れでマイコーヒー250g缶の販売開始。
  - 5月 - 日本初のチョコレートドリンクであるユーフー250g缶の販売を開始。
  - 7月 - 海老名工場11号機（250ml缶専用）稼働開始。
- 1976年（昭和51年）11月 - 海老名工場7号機をリットルサイズ専用機に改造し、コカ・コーラ1リットルサイズを発売。
- 1979年（昭和54年）
  - 3月 - ファンタグレープ以外の製品にアルミ缶採用。
  - 4月 - ジョージアマイルドコーヒーを発売。
- 1980年（昭和55年）3月 - コカ・コーラ300mlリターナブル瓶を発売。
- 1981年（昭和56年） - コカ・コーラ500ml缶、スーパー300、スーパー500を発売。
- 1983年（昭和58年）
  - 4月 - 雪印ドリンカ200ml瓶の販売を開始。
  - 12月 - コカ・コーラ1.5リットルPETボトルを発売。
- 1984年（昭和59年）
  - 5月 - ドクターペッパー250ml缶及びスーパー300の販売を開始。
  - 6月 - 横浜工場1号機を改造し、コカ・コーラ1.5リットルPETボトルの自社生産を開始。
- 1985年（昭和60年）7月 - 本格的に自社製品、他社製品のライセンス販売に力を入れるため、富士ビバレッジを設立。
- 1986年（昭和61年）8月 - 中京コカ・コーラボトリング仕入れで、ファンタフルーツパンチ及びメローイエローの350ml缶を先行発売。
- 1989年（平成元年）3月 - 横浜博覧会にボトラー初の単独パビリオン「コカ・コーラいん石展」出展。
- 1990年（平成2年）
  - 3月 - 横浜工場閉鎖。PETボトル製品製造ラインの一部を海老名工場7号機に移設・統合。
  - 10月 - 海老名工場新6号機無菌充填ラインを新設。高品質コーヒー飲料の生産を開始。
- 1993年（平成5年）6月 - 静岡工場において、主にコーヒーや茶製品の生産を目的としたマルチ缶ラインを設置。
- 1995年（平成7年）6月 - 海老名工場に各種ワンウェイボトル製品の製造を可能とする新8号機ワンウェイマルチラインを設置。
- 1997年（平成9年）2月 - 海老名工場にPETボトル成型から充填までの工程が一貫した新無菌充填システムラインを設置。
- 2001年（平成13年）
  - 1月 - 中京コカ・コーラボトリングと持株会社設立による経営統合発表。
  - 4月 - 海老名工場11号機缶ラインを改造し、リシール（ボトル）缶ライン竣工。
  - 6月 - 中京コカ・コーラボトリングと共同株式移転により、持株会社コカ・コーラ セントラル ジャパンを設立。
- 2002年（平成14年）6月 - 海老名工場小型PET無菌充填ライン竣工。
- 2003年（平成15年）1月 - 海老名工場の製造に関わる資産を、コカ・コーライーストジャパンプロダクツに譲渡。
- 2005年（平成17年）1月 - 中京コカ・コーラボトリングとともにコカ・コーラ セントラル ジャパンに吸収合併され解散。

## 工場
製造部門は、2003年にコカ・コーラ セントラル ジャパンプロダクツの運営に移行（海老名工場のみコカ・コーライーストジャパンプロダクツが製造を担当。）2014年にはコカ・コーライーストジャパンプロダクツに再度生産部門を集約した。
- 海老名工場（E→FEB）- 神奈川県海老名市

1971年に新本社工場として開設。6つの製造ラインが設置可能に設計され、びん製品3ライン、缶製品3ラインが順次設置された。その後は時代に合わせてライン改造が行われた。一貫無菌充填PETボトルラインが導入されたのは日本ではこの海老名工場が第一号である。
現コカ・コーライーストジャパンプロダクツ海老名工場
- 静岡工場（S→FSI）- 静岡県静岡市清水区、閉鎖済

1967年開設。長らくびん製品の製造拠点となっていたが、時代が缶中心に移り変わる中で一時稼働率が落ちていた。その後は1993年にマルチ缶ライン導入、閉鎖された横浜工場及び海老名工場のびん製品ラインの集約統合もあり生産性の高い工場として生まれ変わった。
現コカ・コーラセントラルジャパンプロダクツ静岡工場→後に閉鎖。製造設備を撤去し、2019年時点でコカ・コーラ ボトラーズジャパン 清水ディストリビューションセンターとなっている。
- 横浜工場（本社移転後Y）- 神奈川県横浜市戸塚区、閉鎖済

1962年に本社工場として開設。びん製品を製造していたが、1988年に2号・3号ラインを閉鎖。晩年は1号ラインでの大型PETボトル製品の生産を中心としていた。工場閉鎖の際にPETボトルラインの設備を海老名工場に移設。
- 山梨工場 - 山梨県東八代郡八代町、閉鎖済

1972年に開設。レギュラーサイズ及びホームサイズの生産を開始するも、オイルショックの需要低下による操業率の低下からわずか3年で操業を停止し、のちアートコーヒーに売却された。
※工場名の後ろの英数字は製造所固有記号